# Jânio Mendes
Janio dos Santos Mendes (Cabo Frio, 27 de fevereiro de 1965) é um político, gestor público, advogado e professor com longa trajetória na vida pública da Região dos Lagos. Filiado ao Partido Democrático Trabalhista (PDT), exerceu quatro mandatos consecutivos como vereador em Cabo Frio e dois mandatos como deputado estadual pelo estado do Rio de Janeiro.
Também atuou no Poder Executivo, ocupando os cargos de secretário de Administração, Obras e Serviços Públicos e Habitação durante o segundo governo do prefeito José Bonifácio Novellino (1993–1996). Na prefeitura de Armação dos Búzios, exerceu as funções de chefe de gabinete, secretário de Finanças e secretário de Gestão. Foi ainda secretário municipal de Saúde de Cabo Frio entre outubro de 2022 e julho de 2023, no terceiro governo de José Bonifácio (2021–2023).

## Infância e formação
Estudou o ensino fundamental na Escola Estadual Professora Ismar Gomes de Azevedo e cursou o ensino médio no Colégio Municipal Rui Barbosa, onde se formou como técnico em Contabilidade. Posteriormente, graduou-se em Letras pela Ferlagos e em Direito pela Universidade Veiga de Almeida, completando sua formação com uma pós-graduação em Direito Público pela Universidade Estácio de Sá. Além de sua carreira jurídica e política, é presidente do diretório municipal do PDT em Cabo Frio.

## Carreira política

### Vereador (1989–2008)

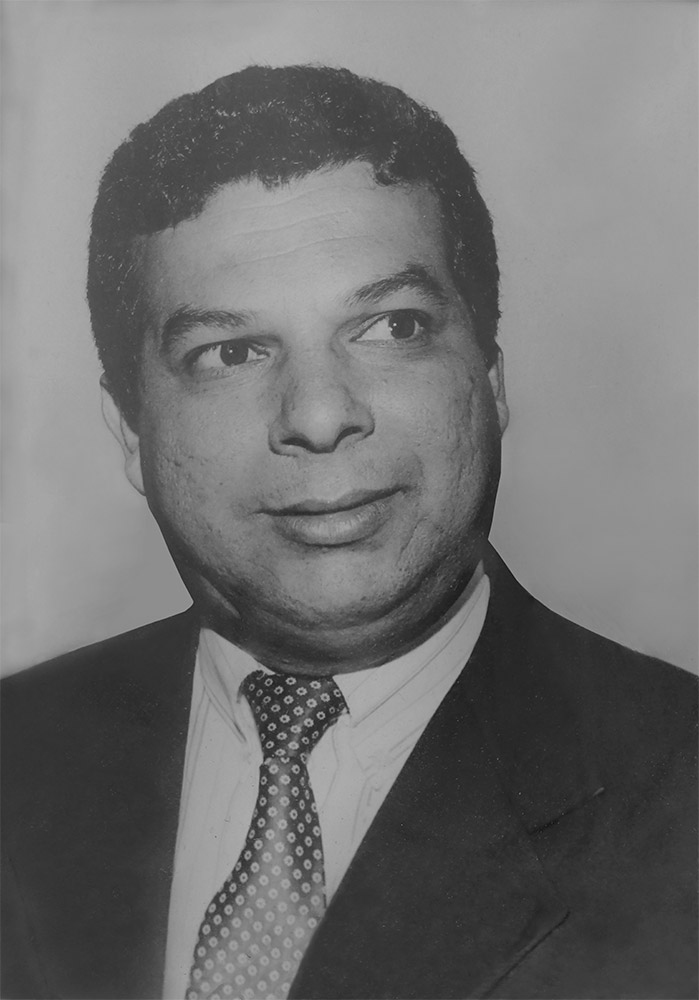
Retrato oficial de Janio Mendes exposto na Galeria de Ex-Presidentes da Câmara Municipal de Cabo Frio.

Seu envolvimento político começou ainda na juventude, por meio da atuação em associações comunitárias. Aos 18 anos, liderou uma mobilização contra a tentativa de desapropriação de moradores do Morro do Telégrafo, localizado no bairro da Gamboa. A articulação comunitária garantiu o direito à moradia dos residentes, marcando o início de sua trajetória como liderança popular. Aos 22 anos, foi eleito vereador em Cabo Frio e, já no primeiro biênio, tornou-se o presidente mais jovem da história da Câmara Municipal. Exerceu quatro mandatos consecutivos e consolidou seu trabalho legislativo com forte presença nos debates sociais e na fiscalização do Poder Executivo.

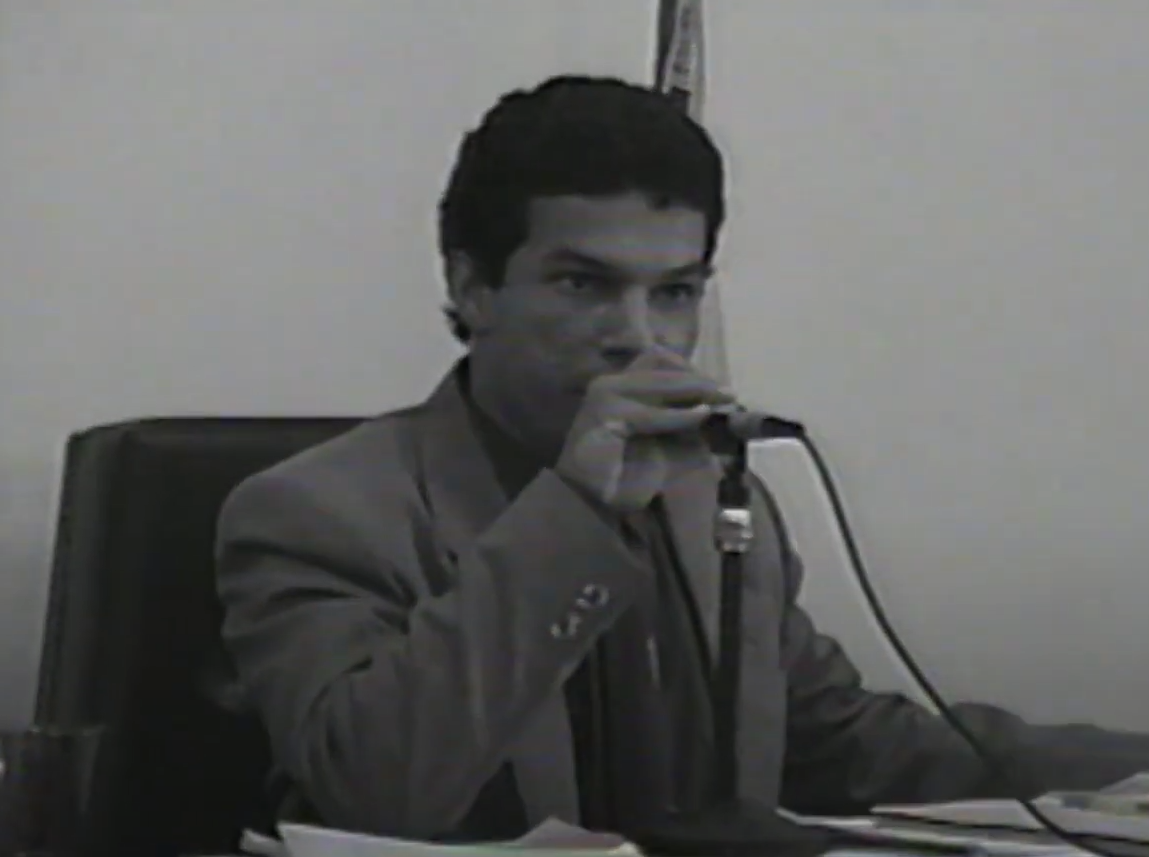
Janio Mendes discursando no Plenário da Câmara Municipal de Cabo Frio em 1989.

Na Câmara, enquanto presidente, foi responsável pela elaboração da Lei Orgânica do município, promovendo audiências públicas e incentivando a participação popular. Foi autor de projetos como:
- Destinação de 35% do orçamento municipal para a educação, posteriormente reduzido ao teto constitucional de 25% pelo prefeito Alair Corrêa;
- Manutenção do Colégio Municipal Rui Barbosa, na época o único da cidade com ensino médio;[8]
- Criação do passe livre para estudantes no transporte público;[9]
- Primeira lei municipal de transparência pública do Brasil, obrigando a divulgação clara do orçamento municipal.

### Deputado estadual (2011-2018)

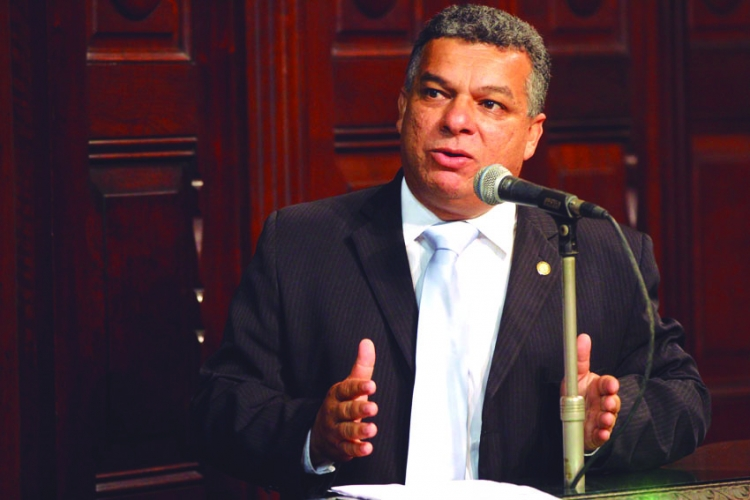
Janio Mendes discursando no Plenário Barbosa Lima Sobrinho, na Alerj

Nas eleições de 2010, concorreu ao cargo de Deputado Estadual, obteve 21.691 votos e garantiu a primeira suplência da coligação PP, PDT, PT, PTB, PMDB, PSL, PTN, PSC, PSDC, PRTB, PHS, PMN, PTC, PSB, PRP e PCdoB. Tomou posse no dia 1 de janeiro de 2011, após Felipe Peixoto assumir a Secretaria de Estado de Desenvolvimento Regional, Abastecimento e Pesca (SEDRAP). No início de 2013, reassumiu a cadeira de deputado na Assembleia Legislativa do Estado do Rio de Janeiro (Alerj) após disputar a prefeitura de Cabo Frio, recebendo 40.631 mil votos.
Em 2014, garantiu novamente um lugar no parlamento fluminense ao receber 28.012 votos. 
Em 4 de julho de 2017, o deputado fora condenado por improbidade administrava após denúncia do Ministério Público do Estado do Rio de Janeiro.
Na Alerj, foi presidente da Comissão de Assuntos Municipais e Desenvolvimento Regional, vice-presidente da Comissão dos Direitos Humanos e Cidadania, e participou de duas Comissões Especiais: uma sobre a Comissão Especial Para Acompanhar o Processo de Falência da Varig e a Situação dos Ex-Funcionários da Empresa; e outra foi Relator da Comissão Especial Para Discutir e Construir a Interlocução com os Municípios que Sofrem a Influência do Comperj.
Durante seus mandatos, propôs e aprovou leis em diversas áreas. Entre os destaques:
- Carteira de Identidade Diferenciada para Pessoa com Deficiência: documento gratuito emitido pelo Detran-RJ, com crachá informativo contendo tipo de deficiência, medicamentos de uso contínuo, alergias e contatos de emergência;[14]
- Isenção de taxas para segunda via de documentos: voltada a vítimas de catástrofes naturais;[15]
- Reconhecimento da declaração de próprio punho como comprovante de residência: facilitando o acesso a serviços e cadastros;[15]
- Primeira lei contra o racismo no esporte: prevendo punições a clubes esportivos cujos torcedores ou membros pratiquem atos de preconceito;[16]
- Cadastro Estadual de Comércio e Registro Animal: regulamentando a reprodução, doação, compra e venda de cães e gatos no Estado;[17]
- Preservação ambiental: com leis que incluíram o Parque das Dunas do Peró (em Cabo Frio) e o Mangue de Pedra (em Búzios) como áreas integrantes do Parque Estadual da Costa do Sol.[18]